# 罗凯塔和克罗切
罗凯塔和克罗切（義大利語：Rocchetta e Croce），是意大利卡塞塔省的一个市镇。总面积12平方公里，人口510人，人口密度42.5人/平方公里（2009年）。ISTAT代码为061072。